# Caterina Davinio
Caterina Davinio (Foggia, 25 novembre 1957) è un'artista e scrittrice italiana, attiva nel campo dell'arte digitale.

## Biografia
Scrittrice e artista multimediale, dall'inizio degli anni novanta ha creato opere sperimentali tra scrittura, arti visive e nuovi media, usando il video, il computer, Internet, la fotografia digitale. Negli anni ottanta ha utilizzato anche tecniche tradizionali, come la pittura, partecipando a mostre personali e collettive. Nel 1997 ha esposto computer poetry in VeneziaPoesia, mostra a cura di Nanni Balestrini nella 47ª Biennale di Venezia. Nel 1999 ha partecipato come poeta e videoartista al "Progetto Oreste" nel Padiglione Italia della 48ª Biennale di Venezia, dove ha curato anche una rassegna di videopoesia.
Dal 1992 ha organizzato e curato una serie di rassegne video e di computer art in varie città italiane, in spazi istituzionali e alternativi, con la partecipazione di numerosi artisti internazionali, contribuendo a creare un ponte tra la poesia sperimentale e il circuito delle arti elettroniche; tra queste: Electronìe d'arte e altre scritture (1994-95), Videometropoli (1995), Poevisioni elettroniche (1996, 1997, 1998), Parole virtuali (1999), Techno-Poetry (2001), e altre. Nel 1997 ha contribuito a netOper@ di Sergio Maltagliati, primo lavoro italiano interattivo e collaborativo attraverso Internet. Nel 2009 ha realizzato nella 53ª Biennale di Venezia l'installazione virtuale su Second Life The First Poetry Space Shuttle Landing on Second Life
Nel 2014 ha partecipato, con l'installazione di net-poetry Big Splash, al festival internazionale di letteratura elettronica OLE.01, inclusa nella sezione storica dei maestri nella Sala Dorica di Palazzo Reale a Napoli;

## Net-Poetry e video
Tra le opere di net-poetry:
- Azione parallela-Bunker (Virtual Happening), in Bunker Poetico, 49ª Biennale di Venezia.[13]
- Global Poetry, per l'UNESCO, marzo 2002 (Archivio Rhizome, NYC).
- Copia dal vero (Paint from Nature), sugli attentati dell'11 settembre 2001, 2002 (Archivio Rhizome, NYC).
- GATES Real Things across the Cyberspace, dedicato a Pierre Restany, pubblicato in "BlogWork - The ArtWork is The NetWork", sito web dell'ASAC - 50ª Biennale di Venezia, 2003.[14][15]
- Virtual Island (2005), in Isola della Poesia, a cura di Marco Nereo Rotelli, nell'ambito della 51ª Biennale di Venezia. Virtual Island include 500 poeti da tutto il mondo.[16]
- Network_Poetico (2009), in MHO_Save the Poetry, a cura di Marco Nereo Rotelli, nella 53ª Biennale di Venezia.[17]
- The First Poetry Space Shuttle Landing on Second Life (2009) in MHO_Save the Poetry, a cura di Marco Nereo Rotelli, nella 53ª Biennale di Venezia.[18]

Tra i video:
- Caterina Davinio, Nude that Falls Down the Stairs - Tribute to Marcel Duchamp, digital animation, in "Doc(k)s", paper and CD, 1999, Ajaccio, Francia, ISSN Doc(k)s 0396/3004, commission paritaire 52 841.
- Caterina Davinio, Caterina Davinio for Alan Bowman's Fried/Frozen Events 2003, digital video, in "Doc(k)s", paper and CD, 2004, Ajaccio, Francia.

## Mostre
Caterina Davinio ha partecipato a oltre trecento mostre in numerosi Paesi del mondo, tra queste:
- Biennale de Lyon (due edizioni), Biennale of Sydney (eventi on line), La Biennale di Venezia ed eventi collaterali (presente in sette edizioni dal 1997, ha collaborato anche come curatrice),[2][3][8][19][20][21] Athens Biennial,[22]Poliphonyx (a Barcellona e Parigi), New media Art Biennial di Merida, in Messico, E-Poetry Festival 2011 all'Università SUNY Buffalo (New York)[23] e all'Università di Barcellona, ParmaPoesia, Romapoesia, VeneziaPoesia (festival a cura di Nanni Balestrini), Biennale di arti elettroniche, cinema e televisione di Roma (a cura di Marco Maria Gazzano), Le tribù dell'Arte/Tribù del video e della performance (dove ha collaborato anche come curatrice, Galleria Comunale d'arte Moderna e Contemporanea, Roma; mostra a cura di Achille Bonito Oliva),[24] Artmedia VII (Università di Salerno; a cura di Mario Costa (filosofo)),[25] Oltre le arti elettroniche, la nuova sperimentazione (Museo Pecci, Prato, 1995),[26] Artists' Biennial di Hong Kong e molte altre.

## Scritti
Romanzi
- Còlor Còlor, Pasian di Prato (UD), Campanotto Editore, 1998. ISBN 88-456-0072-6.
- Il sofà sui binari, Novi Ligure, Puntoacapo Editrice, 2013. ISBN 978-88-6679-137-9.
- Sensibìlia, prefazione di Giorgio Patrizi, Borgomanero, Giuliano Ladolfi Editore, 2015. ISBN 978-88-6644-226-4.
- Il nulla ha gli occhi azzurri, postfazione di Francesco Muzzioli, Effigie Edizioni, 2017. ISBN 978-88-9764-885-7.

Racconti:
- La vista. Un brillio di smeraldo, in: Roberto Morpurgo, Caterina Davinio, Anna Rita Lisco, La vita in prosa. I Racconti vincitori della III edizione del concorso – 2012, Novi Ligure, Puntoacapo Editrice, 2013. ISBN 978-88-6679-139-3.

Libri di poesia:
- Fenomenologie seriali / Serial Phenomenologies, con traduzione inglese a fronte, postfazione di Francesco Muzzioli e nota critica di David W. Seaman, Pasian di Prato (UD), Campanotto, 2010, terzo classificato nel Premio Carver 2012 e menzione speciale nel Premio Letterario Nabokov 2011. ISBN 978-88-456-1188-9.
- Il libro dell'oppio, postfazione di Mauro Ferrari, Novi Ligure, Puntoacapo Editrice, 2012, finalista nel XXV Premio Letterario Camaiore, 2013, e tra i selezionati del Premio Gradiva - New York 2013. ISBN 978-88-6679-110-2.
- Aspettando la fine del mondo / Waiting for the End of the World, con traduzione inglese a fronte, postfazione di Erminia Passannanti e nota critica di David W. Seaman, Roma, Fermenti, 2012, Premio Astrolabio per l'originalità del testo 2013. ISBN 978-88-97171-30-0.
- Fatti deprecabili. Poesie e performance dal 1971 al 1996, prefazione di Dante Maffia, postfazione di Ivano Mugnaini, Serrungarina (PU), edito da: ArteMuse divisione di David&Matthaus, 2015. Premio Tredici 2014[27] e segnalato nel Premio internazionale Mario Luzi XI Edizione 2015/2016[28] ISBN 978-88-6984-038-8.
- Alieni in safari / Aliens on Safari, poesia e fotografia, prefazione di Francesco Muzzioli e Nota di David W. Seaman, testo inglese a fronte, Robin Edizioni, Roma 2016. ISBN 978-88-6740-801-6.
- Rumors & motors. Concetti di poesia / Concepts of Poetry, poesia digitale, illustrato, colore, con saggi introduttivi di Jorge Luiz Antonio, Francesco Muzzioli, Lamberto Pignotti, traduzione inglese e parzialmente in portoghese, Campanotto Editore, Pasian di Prato (UD) 2016. ISBN 978-88-456-1525-2.

Tra le antologie poetiche:
- AAVV, L'evoluzione delle forme poetiche. La migliore produzione poetica dell'ultimo ventennio (1990-2012), a cura di Ninnj Di Stefano Busà e Antonio Spagnuolo, Napoli, Kairòs Edizioni, 2013. ISBN 978-88-98029-17-4.
- AAVV, Italy, "Atalanta Review", edited by Francesco Levato, Atalanta, Editor & Publisher Daniel Veach, Spring/Summer 2011. ISSN 1073-9696.
- AAVV, "Fermenti", Anno XL n. 237, Roma, Fermenti, 2011. ISSN 0046-3671.
- AAVV, Enciclopedia degli autori di poesia dell'anno 2000, Volume 1, Piateda (SO), CFR Edizioni, 2012. ISBN 978-88-97224-54-9.
- Caterina Davinio, Sestante - 15 poesie in silloge, con introduzione di Gianmario Lucini, in AAVV, Retrobottega 2, Piateda (SO), CFR Edizioni, 2012. ISBN 978-88-97224-46-4.
- Caterina Davinio, Alieni in safari (Luce dall'inferno), silloge con introduzione di Maria Lenti, in AAVV, Dentro il mutamento, a cura di Maria Lenti, Roma, Fermenti, 2011. ISBN 978-88-97171-09-6.
- AAVV, Cuore di preda. Poesie contro la violenza alle donne, a cura di Loredana Magazzeni, Piateda (SO), CFR Edizioni, 2012. ISBN 978-88-97224-68-6.
- AAVV, Il ricatto del pane. Scritti e poesie sul senso del lavoro, a cura di Nerina Garofalo e Gianmario Lucini. Con una nota di Guido Oldani, Piateda (SO), CFR Edizioni, 2012. ISBN 978-88-97224-70-9.
- AAVV, La carica degli ex. Come liberarsene, farli fuori o sposarli, Roma, Giulio Perrone Editore, 2007. ISBN 978-88-6004-075-6.
- AAVV, La tentation du Silence, Ouvrage collectif, Khaldoun Zreik e Rania Samara (a cura di), Europia, 2007. ISBN 978-2-909285-39-9.
- AAVV, Ti bacio in bocca. Antologia di poesia erotica al femminile, a cura di Monica Maggi, Falloppio (CO), LietoColle, 2005. ISBN 88-7848-135-1.
- Caterina Davinio, "Serial Phenomenologies", in "Generatorpress12", Cleveland (OH) USA, John Byrum Editor, 2002. "Generatorpress12" is an on line review evolving from November 2002 through April 2004. In June 2004 a CD version of "Generatorpress12" is funded through a grant from the Ohio Arts Council.
- Caterina Davinio, Fenomenologie seriali, in: Scritture Celesti "Tellus" 24-25, Sondrio, Ed. Labos, 2003, ISSN 1124-1276.
- AAVV, Compagni di strada caminando, progetto collettivo di Antonino Contiliano, Napoli, Edizioni Riccardi, 2003.
- AAVV, Marjinalia continjentia "Risvolti", Anno V n. 9, Napoli, Edizioni Riccardi, novembre 2002.
- AAVV, Cara poeta. Sesta rassegna di poesia delle donne, a cura di Maria Jatosti, Roma, Associazione Culturale Soggetto Tre, 1995.
- AAVV, ContrAppunti perVersi, a cura di Beppe Costa, con introduzione di Luigi Reina, Roma, Pellicanolibri, 1991. ISBN 88-85881-19-X.

Saggistica e altro:
- Tecno-Poesia e realtà virtuali / Techno-Poetry and Virtual Realities, saggio (con traduzione inglese). Prefazione di Eugenio Miccini. Collana Archivio della Poesia del 900, Comune di Mantova, Sometti, 2002. ISBN 88-88091-85-8.
- Virtual Mercury House. Planetary & Interplanetary Events, libro con DVD, traduzione inglese a fronte, Roma, Polìmata, 2012. ISBN 978-88-96760-26-0 (sulla net-poetry)
- Davinio, pittura, catalogo con testi di Berenice, Renato Civello, Dario Micacchi, Roma, Galleria Parametro, 1990.
- Big Splash Network Poetico, catalogo dell'installazione e antologia, Fermenti Editrice, Roma, 2015. ISBN 978-88-97171-59-1.
- Caterina Davinio, "Scritture/Realtà virtuali", in Scritture/Realtà, atti del convegno. A cura di Adam Vaccaro e Rosemary Liedl Porta. Prefazione di Gio Ferri. Milano, Milanocosa, 2002.
- Caterina Davinio, "La poesia videovisiva tra arte elettronica e avanguardia letteraria", in "Doc(K)s", Ajaccio (F), 1999. ISSN Doc(k)s 0396/3004, commission paritaire 52 841.
- Caterina Davinio, "Net-Performance: Processes and Visible Form", in "Doc(k)s", Ajaccio (F), 2004. ISSN Doc(k)s 0396/3004, commission paritaire 52 841.
- Caterina Davinio, "Performance in evoluzione. Dalla centralità del corpo alla realtà virtuale", in "Paese Sera", 14 luglio 1992.
- Caterina Davinio, Paint from Nature, net-art performance dedicated to the Twin Tower attac. In "Doc(k)s", paper and CD, Ajaccio (F), 2001. ISSN Doc(k)s 0396/3004, commission paritaire 52 841.